# 2014年ソチオリンピックの日本選手団
2014年ソチオリンピックの日本選手団（2014ねんソチオリンピックのにほんせんしゅだん）は、2014年2月7日から2月23日まで（いずれもモスクワ時間）の日程で開催された、2014年ソチオリンピック日本選手団。選手名及び所属は開催終了時点。

## 概要

### 選手団
人員: 248人（選手113人、役員135人）
- 主将 : 葛西紀明（スキージャンプ）
- 副将 : 田畑真紀（スピードスケート）
- 開会式・閉会式旗手 : 小笠原歩（カーリング）
- 結団式旗手代行 : 村上佳菜子（フィギュアスケート）

### 公式行事
- 結団式・壮行会：2014年1月20日（グランドプリンスホテル新高輪 飛天）[1]
- 解団式：
- 選手村入村式：2014年2月2日

## メダル獲得者・入賞者
総メダル獲得数は、自国開催の長野大会（10個）に次ぐ8個を記録した。日本国外開催の冬季五輪としては過去最多のメダル獲得個数となった。さらに長野オリンピックから4大会ぶりに金・銀・銅メダルの全てを獲得した。8個中7個は過去2大会獲得がなかった雪上競技が占めており、競技別ではノルディック複合が5大会ぶり、スキージャンプが4大会ぶりと長年メダルから遠ざかっていた競技での活躍が目立ち、スノーボード競技では初獲得となった。一方、過去最多のメダルを獲得しているスピードスケートは2大会ぶりにメダルなしに終わった。
平野が冬季五輪日本人最年少メダル記録（15歳）、葛西が冬季五輪日本人最年長メダル記録（41歳）、羽生がフィギュアスケート男子日本初の金メダルを獲得（冬季五輪10個目の金メダル）などと、個人でも記録的なメダルが多い大会となった。
羽生・平野・平岡・清水・小野塚はいずれも五輪初出場でのメダル獲得。

### メダル
| メダル   | 選手名                              | 競技                 | 種目               | 日付（現地） | 備考 |
| -------- | ----------------------------------- | -------------------- | ------------------ | ------------ | --- |
| 金メダル | 羽生結弦                            | フィギュアスケート   | 男子シングル       | 2月14日      | 初出場、同種目日本男子史上初の金メダル ショートプログラム世界最高得点記録更新（101.45） ショートプログラム1位、フリープログラム1位 トリノ以来、冬季五輪2大会ぶりの金メダル 冬季五輪通算10個目の金メダルを獲得 夏季・冬季五輪を合わせて通算140個目の金メダル獲得 初の平成生まれの金メダリスト |
| 銀メダル | 平野歩夢                            | スノーボード         | 男子ハーフパイプ   | 2月11日      | 初出場、冬季五輪日本人史上最年少メダル記録（15歳74日） 平岡と併せて同競技・種目日本選手史上初のメダル |
| 銀メダル | 渡部暁斗                            | ノルディック複合     | 個人ノーマルヒル   | 2月12日      | 前回大会21位、3度目の出場 スキージャンプ2位、クロスカントリースキー2番手スタート 同種目でのメダル獲得はリレハンメル以来5大会ぶり |
| 銀メダル | 葛西紀明                            | スキージャンプ       | 男子ラージヒル     | 2月15日      | 前回大会8位、7度目の出場（同種目は6度目の出場） 冬季五輪スキージャンプ競技世界最年長メダル記録 冬季五輪日本人史上最年長メダル記録（41歳と254日） 後に団体メダルで41歳と256日に更新 同種目でのメダル獲得は長野以来4大会ぶり オリンピック個人初のメダル                                        |
| 銀メダル | 竹内智香                            | スノーボード         | 女子パラレル大回転 | 2月19日      | 前回大会13位、4度目の出場 同種目日本選手史上初のメダル 女子としては同競技、アルペン種目共に初のメダル |
| 銅メダル | 平岡卓                              | スノーボード         | 男子ハーフパイプ   | 2月11日      | 初出場、平野と併せて同競技・種目日本選手史上初のメダル |
| 銅メダル | 清水礼留飛 竹内択 伊東大貴 葛西紀明 | スキージャンプ       | 男子ラージヒル団体 | 2月17日      | 前回大会5位 清水は初出場 竹内は2度目の出場 伊東は3度目の出場 葛西は7度目の出場（団体メンバーとしては5度目の出場） 同種目でのメダル獲得は長野以来4大会ぶり |
| 銅メダル | 小野塚彩那                          | フリースタイルスキー | 女子ハーフパイプ   | 2月20日      | 初出場、新種目 同競技でのメダル獲得はソルトレイクシティ以来3大会ぶり |

### 入賞
| 順位 | 選手名                                                                              | 競技                             | 種目                 | 日付（現地）      | 備考 |
| ---- | ----------------------------------------------------------------------------------- | -------------------------------- | -------------------- | ----------------- | --- |
| 4位  | 上村愛子                                                                            | フリースタイルスキー             | 女子モーグル         | 2月8日            | 前回大会4位、5度目の出場 自己最高位タイ記録 日本選手オリンピック連続入賞記録を5大会連続に更新                                                                              |
| 4位  | 高梨沙羅                                                                            | スキージャンプ                   | 女子ノーマルヒル     | 2月11日           | 初出場、新種目 |
| 4位  | 押切美沙紀 菊池彩花 髙木菜那 田畑真紀                                               | スピードスケート                 | 女子団体パシュート   | 2月22日           | 前回大会2位 菊池は準決勝（対オランダ戦）のみ出場。 |
| 5位  | 苫米地美智子 小野寺佳歩 船山弓枝 小笠原歩 吉田知那美                                | カーリング                       | 女子                 | 2月11日 - 2月18日 | 前回大会8位 歴代最高位タイ、戦績4勝5敗 |
| 5位  | 羽生結弦 町田樹 浅田真央 鈴木明子 高橋成美 木原龍一 キャシー・リード クリス・リード | フィギュアスケート               | 団体                 | 2月9日            | 新種目 |
| 5位  | 伊藤亜由子 桜井美馬 酒井裕唯 清水小百合                                             | ショートトラックスピードスケート | 女子3000mリレー      | 2月10日、2月18日  | 前回大会7位 準決勝3位、B決勝2位 |
| 5位  | 渡部暁斗 湊祐介 永井秀昭 渡部善斗                                                   | ノルディック複合                 | 男子団体             | 2月20日           | 前回大会6位 スキージャンプ6位、クロスカントリースキー6番手スタート 湊は負傷した加藤大平の代役としてメンバー入り 湊（第二走者）、渡部暁斗（第四走者）が区間賞のタイムを記録 |
| 5位  | 岡田良菜                                                                            | スノーボード                     | 女子ハーフパイプ     | 2月12日           | 前回大会29位、2度目の出場 同種目日本女子歴代最高位更新 |
| 5位  | 加藤条治                                                                            | スピードスケート                 | 男子500m             | 2月10日           | 前回大会3位、3度目の出場 |
| 5位  | 小平奈緒                                                                            | スピードスケート                 | 女子500m             | 2月11日           | 前回大会12位、2度目の出場 |
| 5位  | 町田樹                                                                              | フィギュアスケート               | 男子シングル         | 2月14日           | 初出場 ショートプログラム11位、フリープログラム4位 |
| 6位  | 浅田真央                                                                            | フィギュアスケート               | 女子シングル         | 2月20日           | 前回大会2位、2度目の出場 ショートプログラム16位、フリープログラム3位 |
| 6位  | 長島圭一郎                                                                          | スピードスケート                 | 男子500m             | 2月10日           | 前回大会2位、3度目の出場 |
| 6位  | 髙橋大輔                                                                            | フィギュアスケート               | 男子シングル         | 2月14日           | 前回大会3位、3度目の出場 ショートプログラム4位、フリープログラム6位 |
| 6位  | 渡部暁斗                                                                            | ノルディック複合                 | 個人ラージヒル       | 2月18日           | 前回大会9位、3度目の出場、自己最高位更新 スキージャンプ4位、クロスカントリースキー4番手スタート                                                                            |
| 7位  | 伊藤有希                                                                            | スキージャンプ                   | 女子ノーマルヒル     | 2月11日           | 初出場、新種目 |
| 8位  | スマイルジャパン                                                                    | アイスホッケー                   | 女子アイスホッケー   | 2月9日 - 2月18日  | 出場は長野以来（前回6位） グループB敗退（3敗） 順位決定戦8位（2敗） |
| 8位  | 葛西紀明                                                                            | スキージャンプ                   | 男子ノーマルヒル     | 2月9日            | 前回大会17位、7度目の出場 同種目では長野以来となる入賞 |
| 8位  | 角野友基                                                                            | スノーボード                     | 男子スロープスタイル | 2月8日            | 初出場、新種目 |
| 8位  | 鈴木明子                                                                            | フィギュアスケート               | 女子シングル         | 2月20日           | 前回大会8位、2度目の出場 ショートプログラム8位、フリープログラム8位 |

## 種目別選手・役員

### スキー

#### アルペンスキー
役員
- 監督：片桐幹雄（野沢温泉スキークラブ）
- コーチ：岩谷高峰（岩谷スキーコンサルト）
- コーチ：クリスチャン・ライトナー
- コーチ：ミヒャエル・シュタイナー
- コーチ：長田新太郎（清里スキークラブ）
- トレーナー：早坂優一（M2トレーナー）

男子回転
- 湯浅直樹（スポーツアルペンスキークラブ） 途中棄権（48秒74＋途中棄権）
- 佐々木明（ICI石井スポーツスキークラブ） 途中棄権（49秒54＋途中棄権）

#### クロスカントリースキー
役員
- 監督：佐藤志郎（北野建設）
- コーチ：山口寿
- コーチ：長濵一年
- 技術スタッフ：ファビオ・ギサフィ
- トレーナー：近藤圭司郎（シックスメディカル）

男子
- 恩田祐一（アークコミュニケーションズ）
  - スプリント 45位（予選敗退）（予選3分40秒98）
- 宮沢大志（早稲田大学）
- 吉田圭伸（陸上自衛隊冬季戦技教育隊）
- 成瀬野生（ドイツ語版）（白馬村スキークラブ）
- レンティング陽（ドイツ語版）（TEAM AKIRA）
- 40kmリレー（宮沢大志、吉田圭伸、成瀬野生、レンティング陽）
  - 周回遅れ（宮沢25分17秒8＋吉田24分54秒3＋成瀬23分31秒2〈周回遅れ〉）
- 団体スプリント（宮沢大志、恩田祐一） 準決勝敗退（23分49秒91）

女子
- 石田正子（JR北海道）
  - スキーアスロン 10位（40分08秒3）
  - 10kmクラシカル 15位（29分55秒7）
  - 30kmフリー 23位（1時間14分09秒0）

#### スキージャンプ
役員
- 監督：斉藤智治（東実物産）
- コーチ：横川朝治（北野建設）
- コーチ：小川孝博（RISE JC）
- コーチ：宮平秀治（小樽ジャンプクラブ）
- コーチ：ヤンコ・ツイッター
- コーチ：山田いずみ（スポーツクラブサッポロスキッド）
- 総務：吉田千賀
- トレーナー：吉泉英樹（雪印メグミルク）
- トレーナー：竹花智（アスリート）

男子
- 竹内択（北野建設）
  - ノーマルヒル 24位（予選97.5m/119.1、決勝98.0m/123.1＋95.5m/116.3＝239.4）
  - ラージヒル 13位（予選127.0m/116.0、決勝132.5m/126.7＋122.5m/122.6＝249.3）
- 葛西紀明（土屋ホーム）
  - ノーマルヒル 8位（決勝101.5m/131.2＋100.0m/124.0＝255.2）
  - ラージヒル 2位（決勝139.0m/140.6＋133.5m/136.8＝277.4）
- 清水礼留飛（雪印メグミルク）
  - ノーマルヒル 18位（予選101.5m/126.2、決勝99.5m/122.2＋99.5m/124.2＝246.4）
  - ラージヒル 10位（予選130.5m/120.4、決勝130.0m/122.2＋134.5m/130.0＝252.2）
- 伊東大貴（雪印メグミルク）
  - ラージヒル 9位（予選130.5m/122.0、決勝137.5m/128.1＋124.0m/124.4＝252.5）
- 渡瀬雄太（雪印メグミルク）
  - ノーマルヒル 21位（予選95.0m/113.5、決勝99.5m/123.0＋97.0m/120.0＝243.0）
- ラージヒル団体（清水礼留飛、竹内択、伊東大貴、葛西紀明） 3位（507.5＋517.4＝1024.9）
  - 1本目（清水132.5m/127.8＋竹内127.0m/117.9＋伊東130.5m/130.3＋葛西134.5m/131.5＝507.5）
  - 2本目（清水131.5m/132.6＋竹内130.0m/120.5＋伊東132.0m/127.0＋葛西134.0m/137.3＝517.4）

女子
- 高梨沙羅（クラレ）
  - ノーマルヒル 4位（100.0m/124.1＋98.5m/118.9＝243.0）
- 伊藤有希（土屋ホーム）
  - ノーマルヒル 7位（97.5m/117.4＋101.0m/124.4＝241.8）
- 山田優梨菜（白馬高校）
  - ノーマルヒル 30位（78.0m/73.3＋64.5m/42.4＝115.7）

#### ノルディック複合
役員
- 監督：成田収平（野辺山スキークラブ）
- コーチ：河野孝典（野沢温泉スキークラブ）
- コーチ：阿部雅司（東京美装興業）
- コーチ：山田和由（小谷村体育協会）
- トレーナー：エサ・アンテロ・ツェッターマン
- 技術スタッフ：佐藤純一（ガリウム）
- 技術スタッフ：山﨑正晴（ガリウム）
- 技術スタッフ：八重樫祐介（ガリウム）
- 技術スタッフ：佐藤勇治（陸上自衛隊冬季戦技教育隊）
- 技術スタッフ：夏見円

男子
- 渡部暁斗（北野建設）
  - ノーマルヒル 2位（ジャンプ100.5m/130.0＋距離23分54秒4）
  - ラージヒル 6位（ジャンプ134.0m/120.8＋距離23分39秒0）
- 加藤大平（サッポロクラブ）
  - ノーマルヒル 31位（ジャンプ100.0m/124.1＋距離26分15秒0）
  - ラージヒル 棄権（ジャンプ126.5m/87.6＋距離棄権）
- 永井秀昭（岐阜日野自動車）
  - ノーマルヒル 22位（ジャンプ100.0m/122.4＋距離24分58秒3）
  - ラージヒル 26位（ジャンプ119.0m/99.3＋距離25分10秒7）
- 渡部善斗（早稲田大学）
  - ノーマルヒル 15位（ジャンプ97.0m/119.6＋距離24分58秒3）
  - ラージヒル 35位（ジャンプ119.5m/95.4＋距離26分14秒4）
- 湊祐介（東京美装）
  - 団体
- 団体（渡部暁斗、湊祐介、永井秀昭、渡部善斗） 5位（ジャンプ433.3＋距離48分30秒6）
  - ジャンプ（渡部暁128.0m/120.9＋湊110.5m/90.2＋永井123.5m/108.2＋渡部善126.0m/114.0＝433.3）
  - 距離（永井13分05秒5＋湊11分37秒4＋渡部善12分14秒3＋渡部暁11分43秒4＝48分30秒6）

#### フリースタイルスキー
役員
- 監督：林辰男（三栄実業）
- コーチ：ヤンネ・ペテリ・ラハテラ（ID ONE OY）
- コーチ：城勇太（日本サンガリアベバレッジカンパニー）
- コーチ：小林茂（小林建築）
- コーチ：上野雄大（ドリームシップ）
- コーチ：片岡美穂（IMS）
- トレーナー：柏木久美子（ドーム）
- トレーナー：君嶋秀幸（りふ接骨院）
- トレーナー：君島保裕（きみしま）

男子モーグル
- 遠藤尚（忍建設） 15位（予選23.38点、決勝21.73点）
- 西伸幸（白馬村スキークラブ） 14位（予選20.67点、決勝21.73点）

女子モーグル
- 上村愛子（北野建設） 4位（予選21.01点、決勝20.66点）
- 伊藤みき（北野建設） 棄権
- 村田愛里咲（行学学園教員） 棄権（予選19.83点、決勝棄権）
- 星野純子（リステル） 15位（予選敗退）（予選19.72点）

女子スロープスタイル
- 高尾千穂（英語版）（尾瀬クラブ） 22位（予選敗退）（予選10.00点）

男子ハーフパイプ
- 津田健太朗（英語版）（尾瀬クラブ） 22位（予選敗退）（予選53.00点）

女子ハーフパイプ
- 小野塚彩那（石打丸山クラブ） 3位（予選83.80点、決勝83.20点）
- 三星マナミ（野沢温泉クラブ） 23位（予選敗退）（予選15.60点）

#### スノーボード
役員
- 監督：萩原文和（P&C尾瀬）
- コーチ：上島しのぶ（USSC）
- コーチ：治部忠重（クルーズ）
- コーチ：フェリックス・スタドラー
- コーチ：五十嵐幸太（仙台スノーボードクラブ）
- コーチ：根岸学（K2ジャパン）
- トレーナー：島﨑勝行（ASRE）
- トレーナー：神成透（北海道整形外科記念病院）
- 技術スタッフ：山本恭平（キャラファクトリー）
- 技術スタッフ：廣瀬智晴（北進開発株）

女子アルペン系
- 竹内智香（広島ガス）
  - 女子パラレル大回転 2位
    - 予選：54秒33＋52秒00＝1分46秒33（予選1位）
    - 1回戦：竹内智香 （勝/勝）○ - ●（+1.07/+1.93） コリーナ・ボッカチーニ（ イタリア）
    - 準々決勝：竹内智香 （勝/勝）○ - ●（+0.74/+4.00） キャロライン・ケールヴ（ カナダ）
    - 準決勝：竹内智香 （勝/勝）○ - ●（+1.01/+19.09） イナ・メシク（ オーストリア）
    - 決勝：竹内智香 （勝/+7.32）● - ○（+0.30/勝） パトリツィア・クンマー（ スイス）

  - 女子パラレル回転 1回戦敗退
    - 予選：32秒78＋32秒63＝1分05秒41（予選13位）
    - 1回戦：竹内智香 （失格+0.20/失格）● - ○（勝/勝） ジュリー・ツォック（ スイス）

男子ハーフパイプ
- 平岡卓（フッド） 3位（予選92.25点、決勝92.25点）
- 平野歩夢（バートン） 2位（予選92.25点、決勝93.50点）
- 青野令（日本体育大学） 19位（予選敗退）（予選37.50点）
- 子出藤歩夢（日本体育大学） 17位（予選敗退）（予選54.50点）

女子ハーフパイプ
- 岡田良菜（バートン） 5位（予選69.75点、準決勝70.00点、決勝85.50点）

女子ボードクロス
- 藤森由香（アルビレックス新潟） 準々決勝敗退（予選1分23秒22、準々決勝3組6位）

男子スロープスタイル
- 角野友基（日産X-TRAIL） 8位（予選31.00点、準決勝84.75点、決勝75.75点）

### スケート

#### スピードスケート
役員
- 監督：石幡忠雄
- コーチ：今村俊明（日本電産サンキョー）
- コーチ：羽田雅樹（ダイチ）
- コーチ：結城匡啓（信州大学教育学部）
- コーチ：黒岩彰（富士急行）
- コーチ：川原正行（帯広市役所）
- コーチ：糸川敏彦（専修大学）
- コーチ：高村洋平（日本電産サンキョー）
- コーチ：小原英志（チームスピリット）
- コーチ：大菅小百合（大和ハウス）
- ドクター：村上成道（慈泉会相澤病院）
- トレーナー：門馬崇文（わたなべ整形外科）
- トレーナー：福田崇（筑波大学）
- 技術スタッフ：湯田淳（日本女子体育大学）
- 技術スタッフ：黒岩悟（ミズノ）
- 総務：濱谷公宏（日本スケート連盟）

男子
- 長島圭一郎 （日本電産サンキョー）
  - 500m 6位（34秒79＋35秒25＝70秒04）
- 加藤条治 （日本電産サンキョー）
  - 500m 5位（34秒96＋34秒77＝69秒74）
- 及川佑 （大和ハウス）
  - 500m 15位（35秒24＋35秒22＝70秒46）
- 上條有司（英語版） （日本電産サンキョー）
  - 500m 20位（35秒37＋35秒47＝70秒85）
- 山中大地 （電算）
  - 1000m 36位（1分11秒93）
- 近藤太郎 （専修大学）
  - 1000m 35位（1分11秒44）
  - 1500m 31位（1分49秒31）
- ウィリアムソン師円 （山形県立山形中央高等学校）
  - 5000m 26位（6分42秒88）

女子
- 小平奈緒 （相沢病院）
  - 500m 5位（37秒88＋37秒72＝75秒61）
  - 1000m 13位（1分16秒45）
- 辻麻希 （開西病院）
  - 500m 9位（38秒40＋38秒44＝76秒84）
  - 1000m 27位（1分18秒07）
- 住吉都 （ローソン）
  - 500m 14位（38秒64＋38秒62＝77秒26）
  - 1000m 22位（1分17秒68）
- 田畑真紀 （ダイチ）
  - 1500m 25位（2分00秒64）
- 菊池彩花 （富士急行）
  - 1500m 31位（2分01秒29）
- 押切美沙紀 （富士急行）
  - 1500m 22位（2分00秒03）
- 髙木菜那 （日本電産サンキョー）
  - 1500m 32位（2分02秒16）
- 藤村祥子（オランダ語版） （宝来中央歯科）
  - 3000m 15位（4分12秒71）
  - 5000m 10位（7分09秒65）
- 穂積雅子 （ダイチ）
  - 3000m 21位（4分15秒52）
  - 5000m 13位（7分12秒42）
- 石澤志穂 （トランシス）
  - 3000m 9位（4分09秒39）
  - 5000m 12位（7分11秒54）
- 団体パシュート（田畑真紀、菊池彩花、押切美沙紀、髙木菜那） 4位
  - 準々決勝： 日本（押切・田畑・髙木、3分03秒99） ○ - ● （3分05秒28） 韓国
  - 準決勝： 日本（菊池・押切・髙木、3分10秒19） ● - ○ （2分58秒43） オランダ
  - 3位決定戦： 日本（押切・田畑・髙木、3分02秒57） ● - ○ （2分59秒73） ロシア

#### ショートトラックスピードスケート
役員
- 監督：岩島直巳（萬伸社）
- コーチ：柏原幹史（柏原工務店）
- コーチ：小寺武大（トヨタ自動車）
- コーチ：杉尾憲一（島田病院）

男子
- 坂下里士（英語版）（トヨタ自動車）
  - 500m 9位（予選41秒629、準々決勝59秒249[6]、準決勝41秒661）
  - 1500m 予選敗退（2分18秒298）
- 坂爪亮介（ドイツ語版）（タカショー）
  - 1000m 予選敗退（1分26秒468）
  - 1500m 予選敗退（2分17秒985）
- 高御堂雄三（英語版）（トヨタ自動車）
  - 1000m 予選敗退（1分25秒905）
  - 1500m 予選失格[7]

女子
- 伊藤亜由子（トヨタ自動車）
  - 500m 予選敗退（44秒174）
  - 1000m 予選敗退（1分33秒188）
  - 1500m 準決勝敗退（予選2分30秒354、準決勝2分56秒961）
- 酒井裕唯（日本再生推進機構）
  - 500m 予選敗退（45秒051）
  - 1000m 準々決勝敗退（予選1分29秒824、準々決勝1分29秒328）
  - 1500m 予選敗退（2分27秒198）
- 桜井美馬（東海東京証券）
  - 500m 予選敗退（44秒628）
  - 1500m 予選敗退（2分28秒127）
- 清水小百合（英語版）（中京大学）
  - 1000m 予選敗退（1分31秒879）
- 菊池萌水（早稲田大学）
  - 3000mリレー
- 3000mリレー（伊藤亜由子、桜井美馬、酒井裕唯、清水小百合） 5位（準決勝4分11秒913、B決勝4分15秒253）

#### フィギュアスケート
役員
- 監督：小林芳子
- コーチ：阿部鉄雄
- コーチ：竹内洋輔
- 総務：松村達郎
- トレーナー：加藤修

男子シングル
- 羽生結弦（全日本空輸） 1位（SP:101.45＋FS:178.64＝280.09）
- 町田樹（関西大学） 5位（SP:83.48＋FS:169.94＝253.42）
- 髙橋大輔（関西大学大学院） 6位（SP:86.40＋FS:164.27＝250.67）

女子シングル
- 鈴木明子（邦和スポーツランド） 8位（SP:60.97＋FS:125.35＝186.32）
- 浅田真央（中京大学） 6位（SP:55.51＋FS:142.71＝198.22）
- 村上佳菜子（中京大学） 12位（SP:55.60＋FS:115.38＝170.98）

アイスダンス
- キャシー・リード・クリス・リード（木下工務店クラブ東京） 21位（SD:52.29）

ペア
- 高橋成美（木下工務店クラブ東京／慶應義塾大学）・木原龍一（木下工務店クラブ東京／中京大学） 18位（SP:48.45）

団体
- 男子シングル - 羽生結弦（SP）、町田樹（FS）
- 女子シングル - 浅田真央（SP）、鈴木明子（FS）
- ペア - 高橋成美・木原龍一（SP/FS）
- アイスダンス - キャシー・リード・クリス・リード（SP/FS）
- 最終成績 5位

| 種目         | 順位点         | 順位点         |
| 種目         | SP             | フリー         |
| ------------ | -------------- | -------------- |
| 男子シングル | 10（1位97.98） | 8（3位165.85） |
| 女子シングル | 8（3位64.07）  | 7（4位112.33） |
| ペア         | 3（8位46.56）  | 6（5位86.33）  |
| アイスダンス | 3（8位52.00）  | 6（5位76.34）  |
| 合計         | 24             | 51             |
| 順位         | 4位※           | 5位            |
※SPで5位以内に入り、上位5か国によるフリープログラムに進出。

### アイスホッケー
女子（スマイルジャパン）
| 役職       | 氏名               | 所属                     |
| ---------- | ------------------ | ------------------------ |
| 監督       | 飯塚祐司           | 王子製紙                 |
| コーチ     | 藤澤悌史           | The Hockey Shop          |
| コーチ     | カーラ・マクラウド | 日本アイスホッケー連盟   |
| コーチ     | スコット・レイド   | Hendrickson              |
| コーチ     | 山家正尚           | プロコーチジャパン       |
| 総務       | 細谷妙子           | 日本アイスホッケー連盟   |
| 総務       | マーク・マホン     | 日本アイスホッケー連盟   |
| ドクター   | 服部幹彦           | 山手クリニック           |
| トレーナー | 菅原一博           | 国立スポーツ科学センター |
| ポジション | 背番号 | 名                   | 所属先                           | 所属チーム               |      |
| ---------- | ------ | -------------------- | -------------------------------- | ------------------------ | ---- |
| GT         | 1      | 中奥梓               | ゼビオナビゲーターズネットワーク | トヨタシグナス           |      |
| GT         | 29     | 小西あかね（英語版） | 北海道釧路東高等学校             | 釧路ベアーズ             |      |
| GT         | 30     | 藤本那菜             | 札幌学院大学                     | ボルテックス札幌         |      |
| DF         | 2      | 小池詩織             | 苫小牧駒澤大学                   | 三星ダイトーペリグリン   |      |
| DF         | 3      | 近藤陽子             | プリンスホテル                   | SEIBUプリンセス ラビッツ |      |
| DF         | 4      | 床亜矢可             | 法政大学                         | SEIBUプリンセスラビッツ  |      |
| DF         | 5      | 青木香奈枝           | 松本鉄工所                       | 三星ダイトーペリグリン   |      |
| DF         | 6      | 鈴木世奈             | 法政大学                         | SEIBUプリンセスラビッツ  |      |
| DF         | 7      | 堀珠花               | 北翔大学                         | トヨタシグナス           |      |
| DF         | 9      | 竹内愛奈（英語版）   | 北海道教育大学釧路校             | Daishin                  |      |
| FW         | 8      | 山根朋恵（英語版）   | 釧路ビジネス                     | Daishin                  |      |
| FW         | 10     | 米山知奈（英語版）   | 北海道文教大学                   | 三星ダイトーペリグリン   |      |
| FW         | 11     | 足立友里恵           | プリンスホテル                   | SEIBUプリンセスラビッツ  |      |
| FW         | 12     | 大澤ちほ             | 苫小牧駒沢大学                   | 三星ダイトーペリグリン   | 主将 |
| FW         | 13     | 藤本もえこ（英語版） | 北翔大学                         | 三星ダイトーペリグリン   |      |
| FW         | 15     | 浮田留衣（英語版）   | 北海道釧路工業高等学校           | Daishin                  |      |
| FW         | 17     | 平野由佳（英語版）   | ローソン                         | 三星ダイトーペリグリン   |      |
| FW         | 18     | 坂上智子             | ダイナックス                     | 三星ダイトーペリグリン   |      |
| FW         | 19     | 獅子内美帆           | トヨタ自動車北海道               | 釧路ベアーズ             |      |
| FW         | 21     | 久保英恵             | 太陽生命保険                     | SEIBUプリンセスラビッツ  |      |
| FW         | 23     | 中村亜実（英語版）   | バンダイ                         | SEIBUプリンセスラビッツ  |      |
成績
- 予選リーグ（0勝3敗）

| 日付               | ラウンド                   | 対戦国       | 結果                      | 得点者 | 会場               |
| ------------------ | -------------------------- | ------------ | ------------------------- | --- | ------------------ |
| 2月9日12:00/17:00  | グループラウンド グループB | スウェーデン | ●日本 0 - 1 スウェーデン○ | イエニ・アセルホルト(12分38秒） | シャイバ・アリーナ |
| 2月11日19:00/24:00 | グループラウンド グループB | ロシア       | ●日本 1 - 2 ロシア○       | タチアナ・ブリナ（11分39秒） 床亜矢可（40分33秒） アレクサンドラ・ワフィナ（51分36秒）                                                                      | シャイバ・アリーナ |
| 2月13日12:00/17:00 | グループラウンド グループB | ドイツ       | ●日本 0 - 4 ドイツ○       | マヌエラ・アンヴァンダー（13分23秒） フランツィスカ・ブッシュ（20分48秒） ケルスティン・シュピールベルガー（58分31秒） フランツィスカ・ブッシュ（59分28秒） | シャイバ・アリーナ |
- 順位決定戦 8位

| 日付               | ラウンド        | 対戦国 | 結果                | 得点者 | 会場               |
| ------------------ | --------------- | ------ | ------------------- | --- | ------------------ |
| 2月17日21:00/26:00 | 5-8位決定予備戦 | ロシア | ●日本 3 - 6 ロシア○ | アンナ・シュキナ（16分12秒） 山根朋恵（26分14秒） アンナ・ショヒナ（26分44秒） 床亜矢可（26分50秒） ガリーナ・スキバ（27分33秒） オリガ・ソシナ（31分32秒） 大澤ちほ（42分23秒） ガリーナ・スキバ（49分39秒） タチアナ・ブリナ（55分42秒） | シャイバ・アリーナ |
| 2月18日12:00/17:00 | 7-8位決定戦     | ドイツ | ●日本 2 - 3 ドイツ○ | スザン・ゲッツ（9分18秒） 久保英恵（13分40秒） ユリア・ツォン（24分30秒） ザラ・ザイラー（35分49秒） 米山知奈（42分56秒） | シャイバ・アリーナ |

### バイアスロン
役員
| 役職           | 氏名     | 所属                     |
| -------------- | -------- | ------------------------ |
| チームリーダー | 菅恭司   | 陸上自衛隊冬季戦技教育隊 |
| コーチ         | 竹田和正 | 陸上自衛隊冬季戦技教育隊 |
| コーチ         | 渡部恒   | 陸上自衛隊冬季戦技教育隊 |
| 技術タッフ     | 吉見雅博 | 陸上自衛隊冬季戦技教育隊 |
| 技術タッフ     | 冨田誠   | 陸上自衛隊冬季戦技教育隊 |
男子
- 井佐英徳（陸上自衛隊冬季戦技教育隊）
  - 10kmスプリント 71位（27分15秒2）
  - 20km 84位（58分56秒1）

女子
- 鈴木芙由子（陸上自衛隊冬季戦技教育隊）
  - 7.5kmスプリント 39位（22分47秒4）
  - 10kmパシュート 32位（32分49秒0）
  - 15km 52位（50分27秒4）
- 小林美貴（陸上自衛隊冬季戦技教育隊）
  - 7.5kmスプリント 81位（25分52秒3）
  - 15km 68位（54分01秒0）
- 中島由貴（ドイツ語版）（陸上自衛隊冬季戦技教育隊）
  - 7.5kmスプリント 68位（24分12秒9）
  - 15km 75位（56分00秒2）
- 鈴木李奈（英語版）（陸上自衛隊冬季戦技教育隊）
  - 7.5kmスプリント 80位（25分40秒6）
  - 15km 途中棄権
- 24kmリレー（鈴木芙由子、中島由貴、小林美貴、鈴木李奈）
  - 13位（周回遅れ）（鈴木芙17分33秒2＋中島18分47秒0＋小林19分23秒3＋鈴木李〈周回遅れ〉）

### ボブスレー

#### ボブスレー
役員
- チームリーダー：鈴木省三（仙台大学）
- 監督：山夲忠宏（長野県長野商業高等学校）
- コーチ：石井和男（パーソナルケア）

男子
- 鈴木寛（北野建設）
- 宮崎久（大倉山藍田学舎）
- 佐藤真太郎（大東文化大学教員）
- 黒岩俊喜（仙台大学）

成績
- 2人乗り（鈴木・宮崎） 28位（57秒91＋58秒21＋58秒02＝2分54秒14※）

※上位20チームが4回目に進出
- 4人乗り（鈴木・黒岩・宮崎・佐藤） 26位（56秒41＋56秒42＋56秒63＝2分49秒46）

#### スケルトン
役員
- 監督：越和宏（システックス）
- コーチ：野澤悠樹（山形県警察）
- コーチ：松本整（クラブコング）

男子
- 高橋弘篤 （システックス） 12位（57秒53＋57秒10＋57秒13＋56秒98＝3分48秒74）
- 笹原友希（英語版）（システックス） 22位（58秒22＋58秒07＋57秒91＝2分54秒20）

女子
- 小室希（仙台大学職員） 19位（59秒94＋59秒82＋59秒24＋58秒76＝3分57秒76）

### リュージュ
役員
- 監督：百瀬定雄（聖徳大学）
- コーチ：高橋敬（アスク工業）

男子
- 金山英勢（札幌学院大学） 30位（53秒626＋53秒663＋53秒220＋53秒074＝3分33秒583）

### カーリング
日本からは女子のみが参加
役員
| 役職           | 氏名               | 所属         |
| -------------- | ------------------ | ------------ |
| チームリーダー | 柳等               | 北見工業大学 |
| コーチ         | ミキ・フジ・ロイ   | 札幌学院大学 |
| コーチ         | リンド・ジェームス | 北海道庁     |
選手
| 氏名         | 所属         | 備考                     |
| ------------ | ------------ | ------------------------ |
| 苫米地美智子 | 北海道リース | 北海道銀行フォルティウス |
| 小野寺佳歩   | 中京大学     | 北海道銀行フォルティウス |
| 船山弓枝     | 北海道銀行   | 北海道銀行フォルティウス |
| 小笠原歩     | 北海道銀行   | 北海道銀行フォルティウス |
| 吉田知那美   | 北海道銀行   | 北海道銀行フォルティウス |
成績
5位（一次リーグ敗退）（4勝5敗）
- 第1戦（現地時間2月11日9:00/日本時間2月11日14:00）

|      | 1 | 2 | 3 | 4 | 5 | 6 | 7 | 8 | 9 | 10 | R  |
| ---- | - | - | - | - | - | - | - | - | - | -- | -- |
| 韓国 | 0 | 2 | 0 | 2 | 0 | 3 | 0 | 2 | 1 | 2  | 12 |
| 日本 | 2 | 0 | 1 | 0 | 2 | 0 | 2 | 0 | 0 | 0  | 7  |

1. リード苫米地、セカンド吉田、サード船山、フォース (S)小笠原、リザーブ小野寺

- 第2戦（2月11日19:00/2月12日0:00）

|            | 1 | 2 | 3 | 4 | 5 | 6 | 7 | 8 | 9 | 10 | R |
| ---------- | - | - | - | - | - | - | - | - | - | -- | - |
| デンマーク | 0 | 0 | 0 | 0 | 1 | 0 | 2 | 0 | X | X  | 3 |
| 日本       | 1 | 1 | 2 | 1 | 0 | 1 | 0 | 2 | X | X  | 8 |

1. 8エンドギブアップ
2. リード苫米地、セカンド吉田、サード船山、フォース (S)小笠原、リザーブ小野寺

- 第3戦（2月12日14:00/2月12日19:00）

|        | 1 | 2 | 3 | 4 | 5 | 6 | 7 | 8 | 9 | 10 | R |
| ------ | - | - | - | - | - | - | - | - | - | -- | - |
| 日本   | 0 | 2 | 0 | 0 | 1 | 1 | 1 | 0 | 1 | 2  | 8 |
| ロシア | 0 | 0 | 1 | 1 | 0 | 0 | 0 | 2 | 0 | 0  | 4 |

1. リード苫米地、セカンド吉田、サード船山、フォース (S)小笠原、リザーブ小野寺

- 第4戦（2月13日19:00/2月14日0:00）

|                | 1 | 2 | 3 | 4 | 5 | 6 | 7 | 8 | 9 | 10 | R |
| -------------- | - | - | - | - | - | - | - | - | - | -- | - |
| 日本           | 0 | 2 | 0 | 0 | 1 | 0 | 1 | 0 | 2 | 0  | 6 |
| アメリカ合衆国 | 1 | 0 | 1 | 2 | 0 | 1 | 0 | 2 | 0 | 1  | 8 |

1. リード吉田、セカンド小野寺、サード船山、フォース (S)小笠原、リザーブ苫米地

- 第5戦（2月14日14:00/2月14日19:00）

|          | 1 | 2 | 3 | 4 | 5 | 6 | 7 | 8 | 9 | 10 | R  |
| -------- | - | - | - | - | - | - | - | - | - | -- | -- |
| イギリス | 2 | 0 | 2 | 1 | 0 | 2 | 5 | X | X | X  | 12 |
| 日本     | 0 | 2 | 0 | 0 | 1 | 0 | 0 | X | X | X  | 3  |

1. 7エンドギブアップ
2. リード吉田、セカンド小野寺、サード船山、フォース (S)小笠原、リザーブ苫米地

- 第6戦（2月15日9:00/2月15日14:00）

|        | 1 | 2 | 3 | 4 | 5 | 6 | 7 | 8 | 9 | 10 | R |
| ------ | - | - | - | - | - | - | - | - | - | -- | - |
| カナダ | 2 | 0 | 2 | 0 | 0 | 0 | 2 | 1 | 0 | 1  | 8 |
| 日本   | 0 | 2 | 0 | 2 | 1 | 0 | 0 | 0 | 1 | 0  | 6 |

1. リード苫米地、セカンド小野寺、サード船山、フォース (S)小笠原、リザーブ吉田

- 第7戦（2月16日14:00/2月16日19:00）

|        | 1 | 2 | 3 | 4 | 5 | 6 | 7 | 8 | 9 | 10 | 11 | R |
| ------ | - | - | - | - | - | - | - | - | - | -- | -- | - |
| 日本   | 0 | 0 | 2 | 1 | 2 | 0 | 2 | 0 | 0 | 0  | 2  | 9 |
| スイス | 1 | 1 | 0 | 0 | 0 | 3 | 0 | 0 | 1 | 1  | 0  | 7 |

1. 延長11エンド
2. リード苫米地、セカンド吉田、サード船山、フォース (S)小笠原、リザーブ小野寺

- 第8戦（2月17日9:00/2月17日14:00）

|      | 1 | 2 | 3 | 4 | 5 | 6 | 7 | 8 | 9 | 10 | R |
| ---- | - | - | - | - | - | - | - | - | - | -- | - |
| 日本 | 2 | 0 | 1 | 0 | 2 | 0 | 1 | 0 | 2 | X  | 8 |
| 中国 | 0 | 2 | 0 | 1 | 0 | 1 | 0 | 1 | 0 | X  | 5 |

1. 10エンド途中ギブアップ
2. リード苫米地、セカンド吉田、サード船山、フォース (S)小笠原、リザーブ小野寺

- 第9戦（2月17日19:00/2月18日0:00）

|              | 1 | 2 | 3 | 4 | 5 | 6 | 7 | 8 | 9 | 10 | R |
| ------------ | - | - | - | - | - | - | - | - | - | -- | - |
| スウェーデン | 0 | 2 | 0 | 2 | 1 | 0 | 0 | 2 | 1 | X  | 8 |
| 日本         | 0 | 0 | 2 | 0 | 0 | 1 | 1 | 0 | 0 | X  | 4 |

1. 10エンド途中ギブアップ
2. リード苫米地、セカンド吉田、サード船山、フォース (S)小笠原、リザーブ小野寺

## 選手団本部役員
- 団長：橋本聖子（JOC常務理事、日本スケート連盟会長）
- 副団長：古川年正（JOC理事、全日本スキー連盟常務理事）
- 総監督：伊東秀仁（JOCナショナルコーチ、日本スケート連盟理事）
- 本部役員：柳谷直哉（JOC）
- アタッシェ：田島晃（在ロシア日本大使館）
- 本部員：笠原健司（JOC）
- 本部員：宮部行範（JOC）
- 本部員：髙橋ダニエル克弥（JOC）
- 本部員：小川蘭（JOC）
- メディカルスタッフ/ドクター：奥脇透（JISS）
- メディカルスタッフ/ドクター：石田浩之（慶應義塾大学病院）
- メディカルスタッフ/ドクター：渡邉耕太（札幌医科大学）
- メディカルスタッフ/トレーナー：吉田真（北翔大学）
- 輸送担当：樺山昌史（JTBコーポレートセールス）
- 輸送担当：黒野純一（同）
- 輸送担当：小山竜助（同）
- 輸送担当：水野竹範（同）
- プレスアタッシェ：竹内浩（共同通信社）

## エピソード
ソチオリンピック開会式の各国選手入場行進はロシア語のアルファベット順で行われたが、「日本」のロシア語表記ЯпонияはIOC加盟国の中で最も後に位置する表記であり、オリンピック史上初めて日本が開催国（慣例上、開催国は最後に入場する）の1つ前に行進した。